# Glen Durrant
Glen Durrant  (Middlesbrough, 1970. november 24. –) angol dartsjátékos, szakkommentátor. 2004-től 2019-ig a British Darts Organisation, majd 2019-től 2022-ig a Professional Darts Corporation tagja. 2017-ben, 2018-ban és 2019-ben megnyerte a BDO világbajnokságát. Beceneve "Duzza".

## Pályafutása

### BDO
Durrant 2005-ben csatlakozott a BDO-hoz. Első éveiben a komolyabb sikerek elkerülték, 2012-ig csak néhány tornát sikerült megnyernie. 2015-ben először tudta kvalifikálni magát a BDO világbajnokságára, amelynek első körében Mike Day-t 3–0-ra sikerült legyőznie. A legjobb 16 között az abban az évben világbajnoki döntőt játszó Alan Norris-szal találkozott, akitől végül 4–1-es vereséget szenvedett. Durrant az év további részében az elődöntőig jutott a World Masters kiemelt BDO tornán, amely az addigi legjobb eredménye volt a kiemelt versenyeken.
A 2015-ös év már jobban sikerült Durrant számára, mivel az év elején rögtön elődöntőig jutott a világbajnokságon. A döntőbe kerülésért a háromszoros BDO világbajnok Martin Adams-szel kellett megmérkőznie, de végül 6–5-re kikapott tapasztaltabb ellenfele ellen. Ebben az évben a World Mastersen sikerült megszereznie első nagytorna győzelmét, melyet a Larry Butler elleni 7–3-as sikerrel szerzett meg. A Zuiderduin Masters kiemelt tornán is döntőbe került, ahol ezúttal visszavágott Martin Adamsnek a vb elődöntőben elszenvedett vereségért, és megszerezte karrierje második kiemelt torna győzelmét.
A 2016-os világbajnokságot már az első helyen kiemeltként kezdhette meg, melynek hatására felröppentek a hírek, hogy a világbajnoki cím megnyerése után már a PDC-nél folytathatja pályafutását. A világbajnoki cím ebben az évben sem jött össze Durrant számára, ezúttal a negyeddöntőben a korábban kétszeres világbajnok Scott Waites ellen kapott ki 5–4-re, és végül maradt a BDO-nál a továbbiakban is. Ebben az évben több kisebb tornát is megnyert a BDO-nál, és megtudta védeni címeit a World Masters és Zuiderduin Masters kiemelt BDO tornákon is.
Durrant a 2017-es évet újra a BDO ranglista első helyén kezdte meg, így a vb-n is ő számított az első számú esélyesnek. Ezúttal már sikerült behúznia a vb-címet, amelyet a holland Danny Noppert elleni 7–3-as sikerével ért el.
A 2018-as világbajnokságon címvédőként újra sikerült eljutnia a világbajnoki döntőig, ahol ezúttal honfitársát Mark McGeeneyt sikerült legyőznie 7–6-ra, így megvédte világbajnoki címét. Az év további részében újra győzedelmeskedett a Finder Masters (korábban Zuiderduin Masters), tornán, először sikerült megnyernie a World Trophyt, valamint a World Mastersen is döntőt játszhatott.
A 2019-es vb-n újra címvédőként vehetett részt, de ezúttal csak a második helyen volt kiemelt Mark McGeeney mögött. Az első körben Mark McGrath ellen 3–0-ra, majd a legjobb 16 között Scott Baker ellen győzött 4–3-ra. A negyeddöntőben 5–2-re sikerült legyőznie Kyle McKinstryt, majd az elődöntőben Jim Williamst múlta felül 6–3-ra. A döntőben a szintén kétszeres BDO világbajnok (2013, 2016) Scott Waites volt az ellenfele, akit végül 7–3-ra sikerült legyőznie, így Durrant sorozatban megszerezte harmadik világbajnoki címét a BDO-nál.

### PDC
Durrant 2019-ben átszerződött a PDC-hez, ahol a World Matchplay-en, a Grand Slam-en és a World Grand Prix-n is elődöntős volt.
A 2020-as vb volt az első PDC-s vb-szereplése, ahol rögtön a negyeddöntőig jutott, de 5–1 arányban alulmaradt Gerwyn Price ellen.
Ezután bekerült a Premier League-be, ahol végig szenzációsan játszott és be is húzta a tornát.
A World Matchplay-en a legemlékezetesebb tiebreak-meccset játszotta a negyeddöntőben Vincent van der Voort ellen, majd az elődöntőben a későbbi győztes Dimitri Van den Bergh búcsúztatta.
A 2021-es vb-n nem tudta megismételni a korábbi negyeddöntős szereplést. A második körben a 30. világbajnokságán résztvevő Steve Beatont kiejtő Diogo Portelat búcsúztatta, majd a korábbi kétszeres világbajnokot, Adrian Lewist haza küldő Danny Baggisht ejtette ki, végül a legjobb 16 között Dirk van Duijvenbode állította meg.
A Masters-en is részt vehetett, de az első körben elhasalt 6–1-re Mervyn King ellen.
A Premier League viszont rémálom volt neki, negatívan írt történelmet, mert pont nélkül, –39 leg aránnyal és 9 piros L (lost) betűvel zárt, ilyen még soha nem fordult elő a torna történelme során.
A 2023-as vb előtt bejelentette, hogy végleg leteszi a nyilakat és szakkommentátori pályafutásba kezd a Sky Sports-nál.

## Döntői

### BDO nagytornák: 10 döntős szereplés
| Történet                   |
| BDO Világbajnokság (3–0)   |
| Winmau World Masters (2–1) |
| Zuiderduin Masters (3–0)   |
| BDO World Trophy (1–0)     |

| Eredmény | Sorszám | Év   | Bajnokság                | Ellenfél a döntőben  | Pontok   |
| Győztes  | 1.      | 2015 | Winmau World Masters (1) | Larry Butler         | 7–3 (sz) |
| Győztes  | 2.      | 2015 | Zuiderduin Masters (1)   | Martin Adams         | 5–2 (sz) |
| Győztes  | 3.      | 2016 | Winmau World Masters (2) | Mark McGeeney        | 6–3 (sz) |
| Győztes  | 4.      | 2016 | Zuiderduin Masters (2)   | Jamie Hughes         | 5–3 (sz) |
| Győztes  | 5.      | 2017 | BDO Világbajnokság (1)   | Danny Noppert        | 7–3 (sz) |
| Győztes  | 6.      | 2018 | BDO Világbajnokság (2)   | Mark McGeeney        | 7–6 (sz) |
| Győztes  | 7.      | 2018 | BDO World Trophy         | Michael Unterbuchner | 10–7 (l) |
| Döntős   | 1.      | 2018 | Winmau World Masters     | Adam Smith-Neale     | 4–6 (sz) |
| Győztes  | 8.      | 2018 | Zuiderduin Masters (3)   | Richard Veenstra     | 5–3 (sz) |
| Győztes  | 9.      | 2019 | BDO Világbajnokság (3)   | Scott Waites         | 7–3 (sz) |

### PDC nagytornák: 1 döntős szereplés
| Történet             |
| Premier League (1–0) |

| Eredmény | Sorszám | Év   | Bajnokság            | Ellenfél a döntőben | Pontok   |
| Győztes  | 1.      | 2020 | Premier League Darts | Nathan Aspinall     | 11–8 (l) |

1. 1 2  (l) = pontszám legekben, (sz) = pontszám szettekben.

## További tornagyőzelmei
| Players Championships - Players Championship (BAR): 2019 - Players Championship (WIG): 2019 - BDO Gold Cup: 2016 - Belgium Open: 2018 - British Classic: 2016 - Denmark Masters: 2016, 2017 - Denmark Open: 2015 - England Classic: 2012, 2013, 2015 - England Masters: 2016 - England Matchplay: 2015, 2016, 2017, 2018 - England Open: 2016 - European Darts Open: 2016 | - Isle of Man Classic: 2015 - Isle of Man Open: 2018 - Jersey Open: 2012 - Northern Ireland Open: 2013, 2014 - Swedish Open: 2016 - Welsh Open: 2015, 2017 - Winmau Wolverhampton Classic: 2017 - WDF Europe Cup Team: 2016 - WDF World Cup Team: 2015 - Lazenby Open: 2014 - Middlebeck Open: 2014 - Northumberland Open: 2012 - Staithes Open: 2009 - Teesside Open: 2011 - Thornaby Open: 2009 |

## Világbajnoki szereplései

### BDO
- 2014: Második kör (vereség  Alan Norris ellen 1–4)
- 2015: Elődöntő (vereség  Martin Adams ellen 5–6)
- 2016: Negyeddöntő (vereség  Scott Waites ellen 4–5)
- 2017: Győztes ( Danny Noppert ellen 7–3)
- 2018: Győztes ( Mark McGeeney ellen 7–6)
- 2019: Győztes ( Scott Waites ellen 7–3)

### PDC
- 2020: Negyeddöntő (vereség  Gerwyn Price ellen 1–5)
- 2021: Negyedik kör (vereség  Dirk van Duijvenbode ellen 3–4)
- 2022: Második kör (vereség  William O'Connor ellen 0–3)

### WSDT
- 2023: Első kör (vereség  Mark Dudbridge ellen 0–3)
- 2024: Első kör (vereség  Mark Dudbridge ellen 2–3)